# Dnestr Canyon Nationalpark
Dnestr Canyon Nationalpark (ukrainsk: Національний природний парк «Дністровський каньйон») følger Dnestr Canyon, den største canyon i Ukraine, langs floden Dnjesters midterste del. Det beskytter en relativt uudviklet del af det ukrainske skov-steppelandskab, omkring 75 km øst for Karpaterne i det vestlige Ukraine, og omkring 400 km sydvest for Kiev. Kløften er kendt for sine varierede geologiske formationer, herunder to af de længste huler i verden. Det er i det administrative distrikt Tjortkiv rajon i Ternopil oblast.

## Topografi
Parkens grænser følger Dnestr-floden i 100 km, da den flyder fra nordvest til sydøst i det vestlige Ukraine. For en stor del af denne længde er parken kun omkring 5 – 10 km bred, centreret om floden. Der er over 50 betydningsfulde grotter i parken, skåret i frådstensklippen. Disse omfatter Ozerna (105 km) og Optymistychna (230 km) huler. Det største vandfald i Ukraine - Dzhurynskyi - er i parken. Som med de fleste nationale naturparker i Ukraine omfatter hovedparken mange mindre naturreservater, lokale parksteder, historiske monumenter og naturlige attraktioner, der er åbne for offentlige besøg.

## Klima og økoregion
Den officielle klimabetegnelse for Dnestr Canyon-området er fugtigt kontinentalt klima med undertypen varm sommer (Köppen klimaklassificering Dfb), med store sæsonbestemte temperaturforskelle og en varm sommer (mindst fire måneder i gennemsnit over 10o , men ingen måned i gennemsnit over 22o. Parken ligger i den sydlige udkant af økoregionen centraleuropæiske blandede skove.

## Offentlig brug
Parken er opdelt i fire zoner: en reservatzone, en reguleret rekreativ zone, en stationær rekreativ zone og en erhvervszone. Der er en række turiststier, og meget af territoriet er tæt på udviklede områder for tjenester.